# Eddy Vilard
Eddy Vilard (né Eduardo Villasana Ruiz, le 2 novembre 1988 à Cancún, Quintana Roo, Mexique),  est d'origine espagnole. Il s'est fait connaître via la telenovela Rebelde, entre 2004 et 2006.

## Carrière
Eddy Vilard commence sa carrière artistique en participant à des spots télévisés et  des vidéos musicales d'artistes comme Belinda et Malú.
En 2004, il participe à la vidéo Ángel de Belinda.
Avant de rejoindre l'équipe artistique de Rebelde, il fait partie des forces de base de Necaxa et de Cruz Azul. Il va en Argentine pour jouer, mais il a dû rester au Mexique à cause d'une blessure.
En 2004, il enregistre la telenovela Rebelde avec Maite Perroni, Anahí, Christopher Uckermann, Dulce María, entre autres.
En 2007, Eddy Vilard joue dans Lola, érase una vez. La famille de Von Ferdinand est constituée de cinq frères : Aarón Díaz, qui incarne "Alexander", Eddy Vilard et Derrick James dans les rôles de "Archie" et "Marcus".
En 2008-2009, il participe à la telenovela Alma de Hierro en interprétant le personnage de Wicho aux côtés d'Alejandro Camacho, Jorge Poza, Zuria Vega, Angélique Boyer, Adamari López et Martha Julia.
Il joue aussi dans la série télévisée Mujeres asesinas (México). Eddy Vilard fait une apparition dans la deuxième saison, dans le dernier épisode intitulé Carmen Honrada, où il joue Leonardo au côté de Carmen Salinas.
En 2012, il interprète Pablo dans la telenovela Amor Bravío.

## Filmographie

### Telenovelas
- 2004-2006 : Rebelde : Teodoro Ruiz Palacios, dit Teo
- 2006-2007 : Nace una estrella : Carlos, dit Charlie
- 2007-2008 : Lola, érase una vez : Archibaldo Von Ferdinand
- 2008-2009 : Alma de Hierro : Luis Hierro Jiménez, dit Wicho
- 2012 : Amor Bravío : Pablo Albarrán
- 2014 : Hasta el fin del mundo : Oliver Peralta
- 2015-2016 : Antes muerta que Lichita : Alejandro De Toledo Y Mondragon (Alex)
- 2016 : Tres veces d'Ana (Les trois visage d'Ana) : daniel

### Séries télévisées
- 2009 : Mujeres asesinas : Leonardo (seconde saison, épisode "Carmen Honrada")

### Cinéma
- 2004 : Avisos de ocasión : Michael

### Vidéos musicales
- 2004: Ángel de Belinda